# Коттіга Амогаварша
Кхоттіга Амогаварша — імператор Раштракутів. Його правління стало періодом початку занепаду династії.